# Bochtige smele-uil
De bochtige smele-uil (Photedes minima) is een nachtvlinder uit de familie Noctuidae, de uilen. De voorvleugellengte bedraagt tussen de 11 en 14 millimeter. De soort komt verspreid over Europa voor. Hij overwintert als rups.

## Waardplanten
De bochtige smele-uil heeft ruwe smele en bochtige smele als waardplanten.

## Voorkomen in Nederland en België
De bochtige smele-uil is in Nederland en België een zeldzame soort, die verspreid over het hele gebied kan worden gezien. De vlinder kent één generatie die vliegt van begin juni tot halverwege augustus.